# Prezzemolo in una giornata da incubo
Prezzemolo in una giornata da incubo è un'avventura punta e clicca per PC basata sulla mascotte di Gardaland, il drago Prezzemolo. Il gioco ha, inoltre, alcuni doppiatori della serie animata ispirata sempre a Prezzemolo.
Esiste un seguito del gioco, Prezzemolo in un viaggio da sogno.

## Trama
Durante una notte di tempesta, Prezzemolo ha un bizzarro incubo dove due pizze divorano la principessa Aurora e in cui poco dopo riceve la richiesta di aiuto del suo amico Bambù, il panda inventore, per poi svegliarsi improvvisamente e tornare subito a letto dopo aver chiuso la finestra. La mattina seguente, il suo sonno viene interrotto bruscamente di nuovo, questa volta dal suo amico gabbiano Pagui, che piomba in casa sua entrando dalla finestra, sfondandola. Proprio Pagui informa Prezzemolo che Bambù è scomparso misteriosamente durante la notte. Arrivato al laboratorio di Bambù, Prezzemolo lo trova messo a soqquadro, con tutte le apparecchiature presenti all'interno distrutte o danneggiate, con l'eccezione di una strana macchina, che invece pare essere sopravvissuta. Mentre Prezzemolo esamina il laboratorio, trova lo schema di funzionamento del macchinario superstite, chiamato "Televisogno", che utilizza come componenti fondamentali un particolare cristallo e un'antenna parabolica, e i segnali captati permettono di proiettare il mondo dei sogni sullo schermo. Essendo entrambi i componenti danneggiati, Prezzemolo inizia a sospettare che la scomparsa di Bambù abbia a che fare proprio con la sua ultima invenzione.
Dopo essere riuscito a sostituire sia l'antenna che il cristallo, quest'ultimo comprato da un Inu, un vecchio stregone che vive isolato nella foresta, Prezzemolo riattiva la macchina e vede la sua ipotesi confermata: Bambù è stato risucchiato nel mondo dei sogni dalla sua stessa Televisogno, a causa di un fulmine caduto sull'antenna del laboratorio durante la tempesta, aprendo un varco dimensionale e portando nel mondo dei sogni tutte le forme di vita contenute nell'edificio, compreso Bambù. Dopo aver parlato per un po' con lui e temendo per la sua vita, Prezzemolo e i suoi amici partono alla ricerca di denaro per poter pagare lo stregone Inu, in modo da ottenere un fulmine che, secondo Bambù, avrebbe dovuto riportarlo nel mondo di Tanaboo. Alla fine la combriccola riesce ad ottenere il denaro e a comprare il fulmine, facendolo cadere sull'antenna del laboratorio come accaduto quella notte, ma le cose non vanno come previsto: il fulmine infatti non solo non riporta Bambù a casa, ma spedisce nel mondo dei sogni anche Prezzemolo. Inizialmente disperato, Prezzemolo finalmente rivede Bambù, che lo accoglie con un abbraccio e lo rassicura, in quanto secondo i suoi calcoli effettuati nel mentre, quando nel mondo dei sogni sarebbe sorto il sole, loro sarebbero stati rispediti direttamente a casa. Il primo capitolo dell'avventura termina qui, per poi continuare nel seguito.

## Modalità di gioco
Prezzemolo in una giornata da incubo è un'avventura punta e clicca, con prospettiva in terza persona. La maggior parte degli elementi interattivi consiste nel porre domande agli altri personaggi, nel raccogliere oggetti e nel combinarli tra loro e risolvere diversi enigmi. Il giocatore può deporre gli oggetti nell'inventario, attraverso il quale può usarli ed esaminarli. Certe azioni possono essere compiute in tempi diversi, altre invece risultano inutili ai fini della soluzione, così come alcuni oggetti non vengono mai utilizzati o che saranno utili nel capitolo successivo.

## Doppiaggio
| Personaggio          | Doppiatore        |
| -------------------- | ----------------- |
| Prezzemolo           | Giuseppe Calvetti |
| Pagui                | Giuseppe Calvetti |
| Aurora               | Angiolina Gobbi   |
| Bambù                | Angiolina Gobbi   |
| Ti-Gey               | Gianni Gaude      |
| Mously               | Patrizia Scianca  |
| Inu                  | Pietro Ubaldi     |
| Voce narrante        | Roberto Ceccato   |
| Scoiattolo scontroso | Graziella Porta   |